# Кулали
Кулали (на гръцки: Πυργοχώρι, Пиргохори, в превод Кулосело, до 1926 Κουλαλή, Кулали) е село в Егейска Македония, Гърция, част от дем Кушница, област Източна Македония и Тракия.

## География
Селото е разположено на 180 m надморска височина в южното подножие на планината Кушница (Пангео). Край селото е запазен старият каменен Кулалийски мост.

## История

### В Османската империя
В края на XIX век Кулали е турско село в Правищка каза на Османската империя. Към 1900 година според статистиката на Васил Кънчов („Македония. Етнография и статистика“) в Кулали живеят 100 турци.

### В Гърция
Селото попада в Гърция след Междусъюзническата война в 1913 година. През 20-те години турското му население се изселва по споразумението за обмен на население между Гърция и Турция след Лозанския мир и на негово място са заселени гърци бежанци от Турция. В 1928 година селото е изцяло бежанско с 3 семейства със 169 души. Българска статистика от 1941 година показва 260 жители.
Населението отглежда тютюн и царевица.
| Година    | 1913 | 1920 | 1928 | 1940 | 1951 | 1961 | 1971 | 1981 | 1991 | 2001 | 2011 | 2021 |
| --------- | ---- | ---- | ---- | ---- | ---- | ---- | ---- | ---- | ---- | ---- | ---- | ---- |
| Население | 198  | 153  | 196  | 257  | 273  | 255  | 182  | 182  | 151  | 147  | 140  | 112  |